# 크레멘선
크레멘선(독일어: Kremmener Bahn)은 베를린 북부에서 브란덴부르크주로 향하는 철도 노선이다. 베를린 라이니켄도르프구의 쇤홀츠역에서 베를린 북부선과 분기하여 테겔, 헤니히스도르프, 펠텐을 거쳐서 크레멘으로 운행한다. 크레멘에서는 1898년에 개통한 크레멘-마이엔부르크선의 노이루핀 방면으로 연결된다. 노선의 남부 구간인 베를린 쇤홀츠-헤니히스도르프 구간에는 베를린 S반의 열차가 운행한다.
이 노선은 베를린에서 출발하는 노선 중 최초로 별도의 종착역을 가지는 철도 노선이 아닌 슈테틴역에서 출발하는 지선 노선이었다.

## 역사

### 제2차 세계 대전 이전

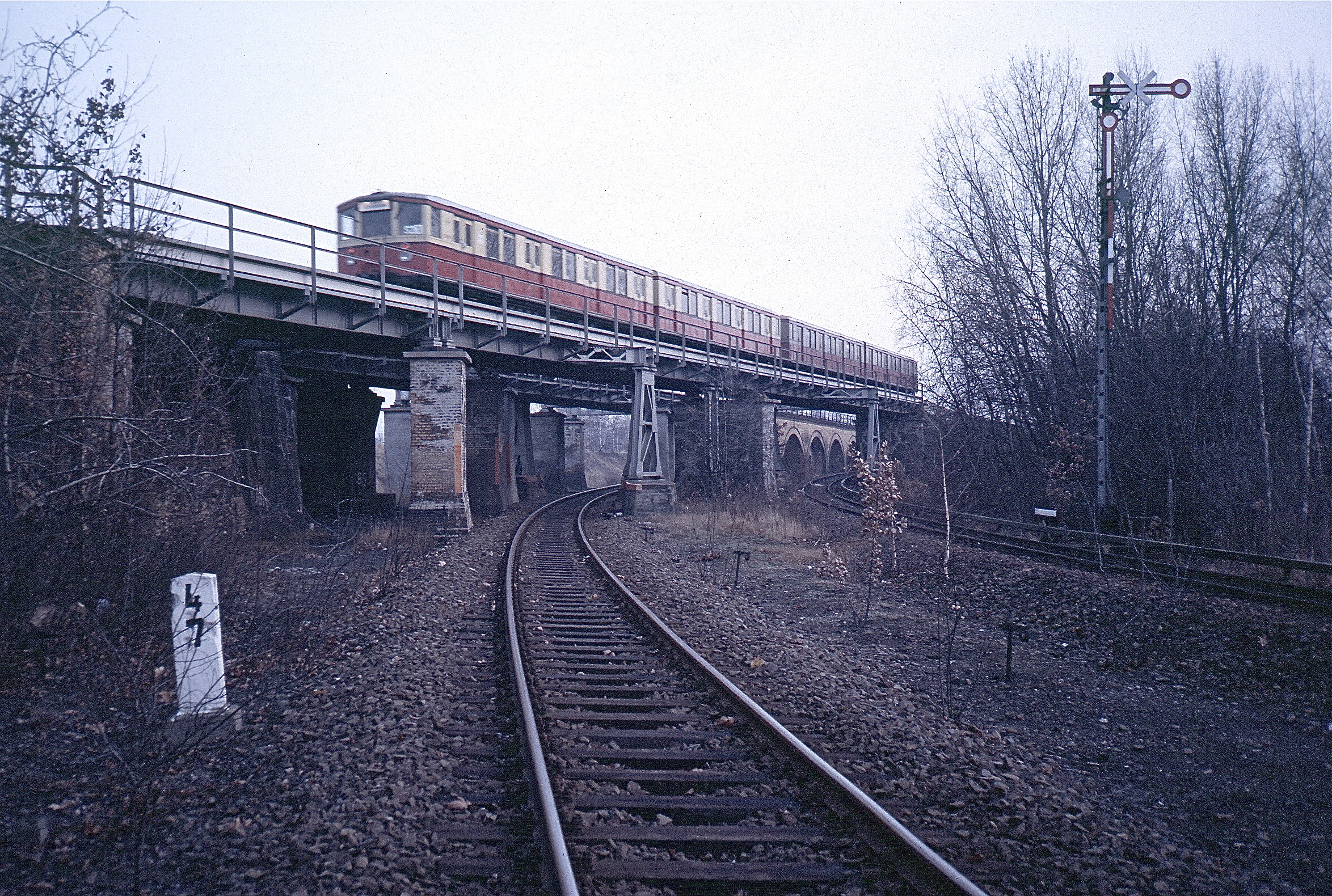
크레멘선(아래쪽)과 북부선(위쪽)의 분기점, 1986년

산업화로 인구 5,000명 이상으로 성장한 펠텐(Velten)에서는 베를린과 루핀군(Kreis Ruppin)을 잇는 철도 건설을 1888년부터 계획하고 있었다. 원래의 계획에서는 사유 철도로 운영하려고 했으나, 프로이센 국영철도에서 계획을 주도하게 되었다. 1890년 4월부터 착공 준비가 시작되었다. 베를린 북부철도의 쇤홀츠라이니켄도르프(Schönholz-Reinickendorf)역에서 펠텐역까지를 잇는 첫 구간은 2년여간의 공사를 거친 후 1893년 10월 1일에 개통했다. 나머지 구간인 펠텐-크레멘 간은 1893년 12월 20일에 개통했다. 노선의 개통 이후 1894년에는 아이히보른슈트라세(Eichbornstraße)역, 1897년에는 하일리겐제(Heiligensee)역이 개업했다.
철도 건설에 따라서 새로운 산업 시설과 주거 지구가 개발되었다. 따라서 개통 당시에는 단선이었던 철도 노선의 용량이 금세 한계에 도달했다. 1899년부터 확장을 위한 토지 매입이 시작되었다. 1903년부터 1905년까지 쇤홀츠라이니켄도르프역에서 테겔역까지의 노반이 건설되었고 해당 구간의 철도 건널목이 교량으로 대체되었다. 이와 함께 복선화 공사가 진행되었다. 1921년부터 1927년까지 테겔-펠텐 구간이 복선화되었다. 이 구간의 노방이 제방으로 높아졌으나 테겔역은 계속 지상역사로 남았다.
베를린에서 펠텐까지의 노선은 1927년에 베를린 S반과 동일한 시스템으로 전철화되었다. 사유 철도였던 루핀 철도(Ruppiner Eisenbahn)에서는 1935년 5월부터 노이루핀에서 마이엔부르크를 경유하여 베를린 슈테틴역(현재의 북역)까지 열차를 운행했다. 1936년부터는 독일국영철도와 공동으로 운영했으나, 제2차 세계 대전 초반부에 연료 부족으로 운행을 중단했다.

## 제2차 세계 대전 이후
종전 이후 소련에서 전쟁 배상으로 복선 선로의 두 번째 선로를 징발했다. 그 후로 재복선화 공사가 진행되지 않았다.
1947년 8월 23일에서는 펠텐 근처에서 사고가 발생했다. 객차 화물칸에 휘발유가 담겨 있었던 통이 적재되어 있었고, 담뱃불이 기름통에 옮겨붙었다. 불이 커지면서 셀룰로이드 필름에 옮겨 붙으면서 화재가 커졌다. 열차 차장은 열차를 멈추었으나, 차량 출입구가 한 곳밖에 없었기 때문에 승객이 혼란에 빠졌다. 이 사고로 24명이 사망하고 35명이 부상당했다.

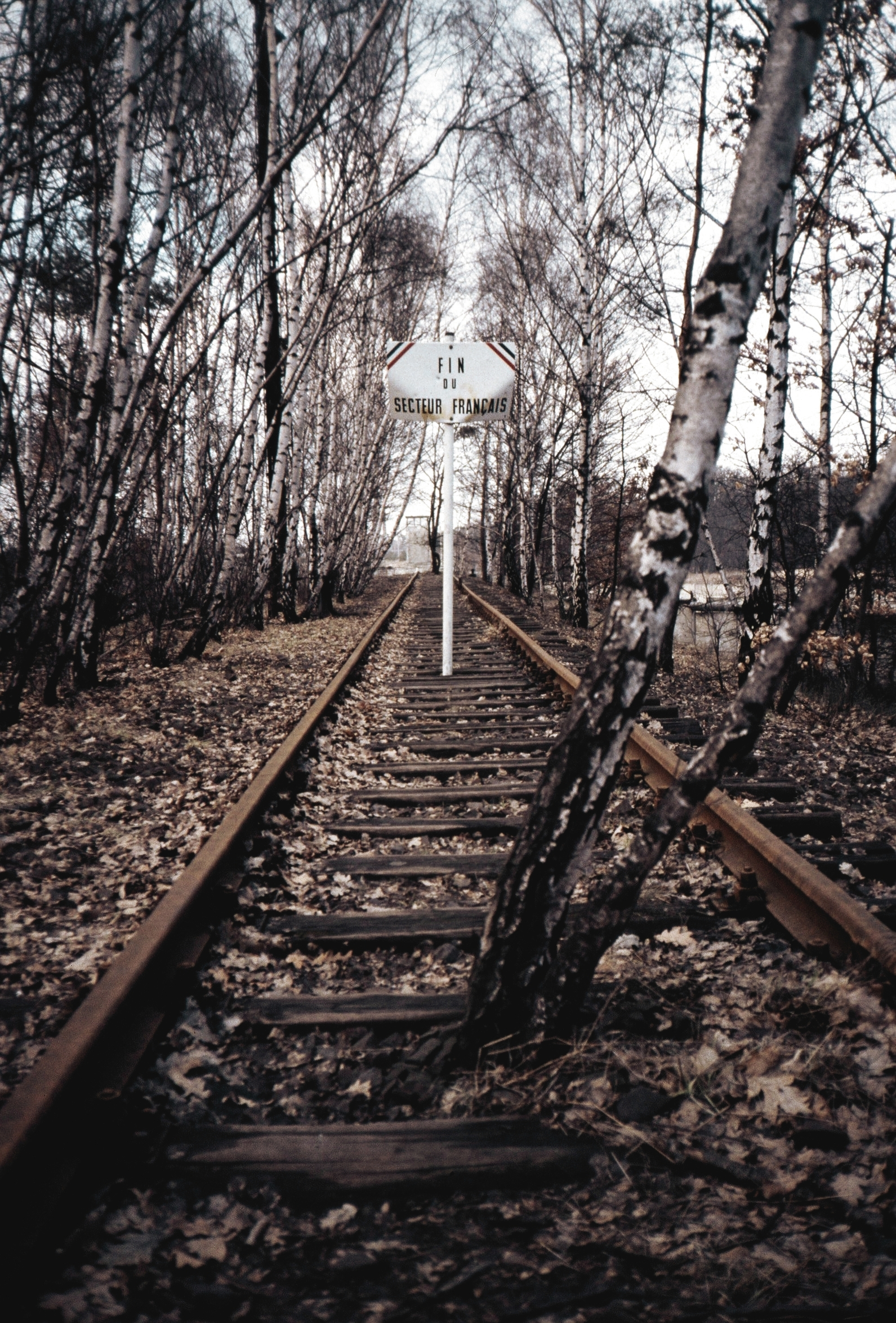
하일리겐제 선로 종단점 직전, 1987년

1953년에는 베를린 외곽순환선이 건설되었고, 크레멘선과의 교차점에는 헤니히스도르프 노르트역이 들어섰고 개업 당시에는 외곽순환선의 상부 승강장만 존재했다. 크레멘선을 운행하는 S반 열차는 이 역을 무정차 통과했다가, 1958년에 크레멘선의 하부 승강장이 건설되면서 정차하기 시작했다. 헤니히스도르프 노르트역은 1998년에 철거되었다.
1961년 8월 13일 베를린 장벽 건설로 인하여 하일리겐제-헤니히스도르프 사이 구간이 단절되었다. 철도 노반은 서베를린 경계 이전에서 끊어졌고, 운행도 두 부분으로 나뉘었다.
- 서베를린에서는 독일국영철도에서 계속 S반을 운행했으나, S반 보이콧으로 인하여 승객이 계속 줄어들었다. 1984년 1월 9일 베를린교통공사로의 영업권 양도 이후 여객 영업을 중단했다. 테겔역 북부 철도 노반은 일부가 철거되어 함부르크 방면 아우토반 111호선으로 전용되었다. 테겔역까지의 화물 영업은 계속 진행되었다. 서베를린 주둔 프랑스군은 베를린 테겔역에서 베를린 게준트브루넨역 및 베를린 순환선을 경유하여 스트라스부르까지 운행하는 군용 열차를 1994년까지 운행했다.
- 동독에서는 펠텐-헤니히스도르프 구간에 S반을 계속 운영했다. 1983년에는 베를린 순환선의 북서부 구간이 교류 전철화되면서 헤니히스도르프-펠텐 구간도 교류로 전철화되었다. 그 후 직류 S반의 영업이 중단되었다.

1995년이 되어서야 테겔역까지의 S반 운영이 재개되었다. 아우토반으로 인하여 철도 구간이 변경되어야 했기 때문에 테겔-헤니히스도르프 구간은 1998년에 재개통되었다. 헤니히스도르프역 구내는 비르켄베르더 바이 베를린역처럼 같은 선로를 교류와 직류로 동시에 전철화하지 않고 S반 승강장을 남쪽으로 연장하여 남북으로 분리했다. 역 남쪽으로는 베를린 S반의 직류, 북쪽으로는 간선 철도의 교류로 전철화되어 있고 전력 방식이 바뀌는 구간은 선로 중단점으로 분리되어 있다. 그 대신 S반 열차는 최대 6량까지만 진입할 수 있다.

## 시설과 영업

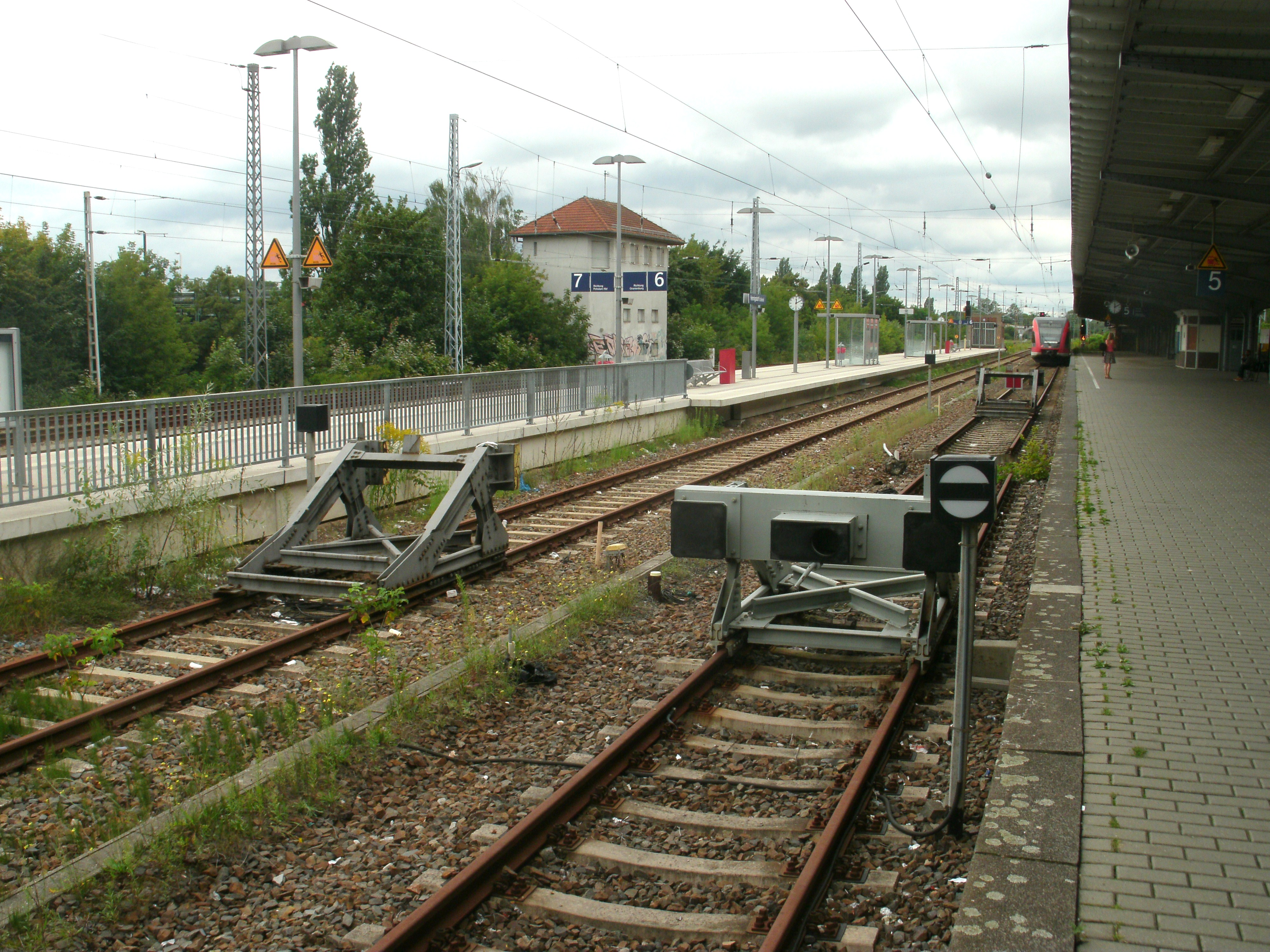
헤니히스도르프역 구내 선로

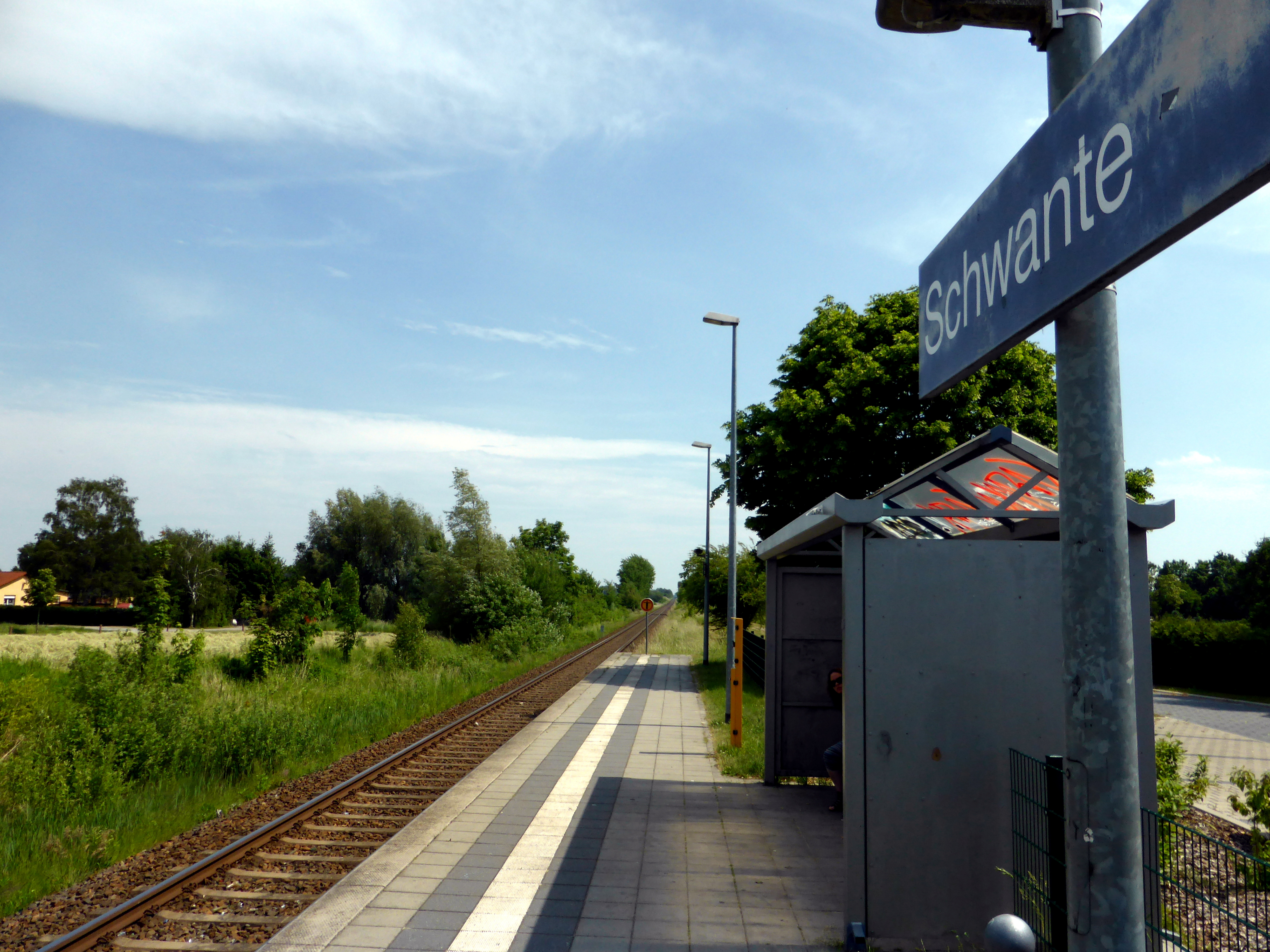
슈반테역

크레멘선의 영업은 두 부분으로 나뉘어 있다.
- 베를린 구간에서는 헤니히스도르프역까지 베를린 S반의 S25 운행 계통이 운영한다. 테겔, 하일리겐제역에서는 열차 교행이 가능하며 최소 배차 간격은 20분이다. 제3궤조 직류 750V 전철화를 사용한다.
- 헤니히스도르프역 이북으로는 크레멘 방면 RB 55 노선이 운행한다. 펠텐역에서만 열차 교행이 가능하다. 여기에 추가로 베를린에서 출발하여 노이루핀/비텐베르게 방면으로 진행하는 RE 6 노선이 운행한다. RE 6 노선은 베를린에서 외곽순환선의 서부 구간을 통해  헤니히스도르프역으로 진입한 다음 방향을 전환하여 노이루핀으로 진행한다.

헤니히스도르프-펠텐 간에는 두 번째 선로가 설치되어 있으며, 헤니히스도르프 소재 알스톰(구 LEW, 봄바디어 트랜스포테이숀) 및 펠텐 소재 슈타들러 레일에서 생산한 철도 차량의 시험선으로 사용한다. 이 목적으로 제3궤조 및 가공 전차선이 설치되어 있다.
라이니켄도르프, 테겔, 하일리겐제역에 설치되어 있었던 기계식 신호소는 ZBS 도입과 함께 전자식 신호소로 교체되었다. 쇤홀츠(역 구내 제외)-헤니히스도르프 구간 전자식 신호소 건설 공사는 2019년 말에 시작했으며 신호소 가동은 2021년 10월에 시작되었다. 베를린 라이니켄도르프-테겔 구간은 화물선과 S반이 선로를 공유하며, S반용 보안 장치(ZBS)와 PZB 90이 같이 설치되어 있다.

## 개량 계획
2021년 말 베를린과 도이체반 간의 재정 협약에 따라서 2027년까지 알트라이니켄도르프, 카를본회퍼네르펜클리니크, 아이히보른담, 테겔역의 S반 승강장 8량 대응 연장 공사가 진행될 예정이다.
베를린 쇤홀츠-헤니히스도르프 구간 배차 간격은 10분으로 단축할 예정으로 일부 구간이 복선화될 예정이다. 카를본회퍼네르펜클리니크역은 대로변으로 역사가 이설되어 U8과의 환승을 개선할 예정이다. 홀츠하우저 슈트라세(Holzhauser Straße)와의 교차점에 보르지히발데역 신설이 예정되어 있다. 테겔역 이북의 철도 건널목 존치 여부는 확정되지 않았다. 노선 개량 공사는 2030년대 완공이 예정되어 있다.
1983년 폐선된 헤니히스도르프-펠텐 간 S반 운행은 2014년 브란덴부르크주에서 거절했다. 펠텐 측에서는 기존 존재하는 노반을 비워 두어서 향후에 노선 건설이 가능하도록 했다. i2030 계획에 따라서 헤니히스도르프 노르트, 펠텐역의 S반 연장이 다시 부상했고, 역시 2030년대 중반으로 예정되어 있다.
현재 운행 중인 프리그니츠엑스프레스(Prignitz-Express) 열차의 베를린 게준트브루넨역 진입 구간 및 시간을 단축할 계획으로, 쇤홀츠-테겔 간 별도의 장거리 열차선 신설 및 테겔-헤니히스도르프 간은 S반과의 선로 공용안이 제시되었다. 이 안에는 테겔역에는 새로운 지역간 열차 승강장 건설이 포함되어 있다. 비용대비편익 분석 결과 독일 연방정부에서 자금을 지원받을 수 없었다. 그 대신 i2030 계획에서는 베를린 외곽순환선으로 베를린 시내와 연결시키는 방안을 제시했다. 브란덴부르크주 교통부 장관은 호엔쇠핑 연결선을 통해서 베를린 접속안을 제시했다.
2026년 말까지 RB 55 노선의 노이루핀 베스트 방면 연장과 배차 단축이 계획되어 있다. 이를 통해서 노이루핀-베를린 간은 1시간에 열차 2편이 편성될 예정이며, RB 55 노선은 베를린 외곽순환선을 통해서 베를린과 연결된다. 이를 위해서 크레멘역 교행선, 크레멘-베츠조머펠트(Beetz-Sommerfeld) 구간 복선화, 부스트라우라덴스레벤(Wustrau-Radensleben)역 건설이 필요하다. 펠텐-노이루핀 구간의 모든 역에 140 m 승강장 유효장 확보가 계획되어 있다.
헤니히스도르프-비텐베르게 구간의 부분 전철화 및 디젤 열차의 대체가 계획되어 있다.

## 참고 문헌
- Peter Bley: Die Kremmener Bahn, Berlin-Schönholz–Hennigsdorf–Velten–Kremmen. Neddermeyer, Berlin 2004. ISBN 3-933254-52-3.
- Bernhard Strowitzki: S-Bahn Berlin. Geschichte(n) für unterwegs. Verlag GVE, Berlin 2002. ISBN 3-89218-073-3.
- Bernd Kuhlman: Bahnknoten Berlin – Die Entwicklung des Berliner Eisenbahnnetzes seit 1838. Verlag GVE, Berlin 2006. ISBN 3-89218-099-7.
- Thomas Hanna-Daoud (2019).  BAHN-EXTRA, 편집. 《Bahn-Atlas Berlin Die Eisenbahn von 1838 bis heute》. München: GeraMond Verlag GmbH. 86쪽.